# Distretto di Jhelum
Il distretto di Jhelum (in urdu: ضلع جہلم) è un distretto del Punjab, in Pakistan, che ha come capoluogo Jhelum. Nel 1998 possedeva una popolazione di 936.957 abitanti.